# Lzi
Lzi (en rus: Льзи) és un poble de l'óblast de Nóvgorod, a Rússia, segons el cens del 2010 tenia 13 habitants.